# Zwemblaas

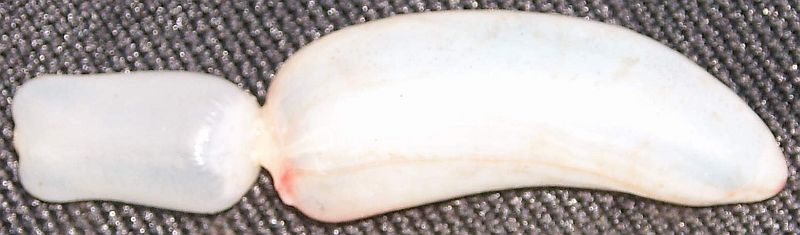
De zwemblaas van een ruisvoorn

De zwemblaas van de vis is een luchtdichte flexibele blaas gevuld met gas of soms olie. Hij ligt boven in de buikholte vlak onder de ruggengraat. De wanden van de zwemblaas zijn gasdicht door het grote gehalte aan guanine kristallen. Dit orgaan komt voor bij straalvinnigen. De zwemblaas stelt de vis in staat om zijn massadichtheid voortdurend aan te passen en het lichaam op de gewenste diepte te houden zonder dat de vis verder energie hoeft te verbruiken met zwembewegingen.

## Vissen zonder zwemblaas
Niet alle vissen hebben een zwemblaas, een groot aantal soorten daarvan leeft dan ook op de bodem, zoals de rivierdonderpad. Vissen zonder zwemblaas moeten continu zwembewegingen uitvoeren om van de grond te blijven en moeten ook nog extra energie verbruiken omdat ze niet recht vooruit kunnen zwemmen vanwege het gewicht van de kop. Alle beenvissen hebben in aanleg een zwemblaas, bij zwemblaasloze vissen is de zwemblaas weer verdwenen. Ook de blobvis heeft geen zwemblaas. Sommige vissen zonder zwemblaas als de koningsvis en de braam zijn geen bodemvissen, maar moeten door het ontbreken van een zwemblaas continu hun borstvinnen gebruiken om rechtdoor te blijven zwemmen. Ponen zwemmen soms op half water met uitgeklapte borstvinnen die als vleugels worden gebruikt.

## Opening naar de slokdarm
De zwemblaas heeft bij jonge dieren nog een opening naar de slokdarm, de ductus pneumaticus. Bij hoger ontwikkelde vissen, de physoclisten zoals de baarzen verdwijnt deze verbinding, maar bij physostome vissen zoals snoek blijft ze open. Als vislarven net uit het ei zijn gekomen, blijven ze vaak nog even passief aan planten hangen, maar zodra ze gaan zwemmen is het essentieel voor ze om wat lucht in te slikken om de zwemblaas te vullen. Een vlies op het water is dan funest voor de ontwikkeling. Physostome vissen vergroten het volume van de zwemblaas door wat lucht in te slikken, die door een luchtkanaal in de zwemblaas geperst kan worden.

## De gesloten zwemblaas en de gasklier

De omstandigheden links en rechts van een uitwisselingssysteem met het tegenstroomprincipe kunnen extreem verschillend zijn, in het geval van de zwemblaas de extreem lage pH van het bloed aan dat langs de wand van de zwemblaas loopt en de normale pH waarde van het aangevoerde bloed

Vissen zonder opening naar de slokdarm, de physoclisten, vergroten de zwemblaas met behulp van de gasklier. De gasklier is via een netwerk van bloedvaatjes waarin het aangevoerde bloed in nauw contact staat met het afgevoerde bloed (rete mirabile) verbonden met de bloedsomloop. In de gasklier wordt het bloed aangezuurd door de productie van melkzuur. Door de lage pH wordt zuurstof vrijgemaakt uit hemoglobine. De vrijgekomen zuurstof diffundeert dan naar de zwemblaas.
Door het rete mirabile wordt het bloed met de lage pH in de gasklier geïsoleerd van de rest van het bloed, door toepassing van het tegenstroomprincipe. Om de zwemblaas weer te legen kan er gas naar het bloed diffunderen naar een op een ander gedeelte van de zwemblaas gelegen soortgelijke structuur, het ovaal.
Een nadeel van de zwemblaas van de physoclisten is dat als de vis van grote diepte plotseling naar boven wordt gehaald het volume ongecontroleerd toeneemt en de inwendige organen via de slokdarm naar buiten worden gedrukt. Bij het hengelen op snoekbaars is het belangrijk dat er niet te diep gevist (<15 m) wordt als men de vis niet voor consumptie wil vangen.

## Orgaan van Weber
De zwemblaas is bij sommige vissen, met name zoetwatervissen als de karper en de meerval via het orgaan van Weber verbonden met het middenoor. Dit bevordert het gehoor en kan ook als druk en dieptemeter gebruikt worden, doordat vormveranderingen van de zwemblaas direct overgebracht worden naar de gevoelige zintuigcellen van het middenoor.

## Samenstelling van het gas
De samenstelling van het gas in de zwemblaas varieert. Diepzeevissen kunnen hun zwemblaas alleen vullen met behulp van de gasklier en hebben dan ook hoge gehaltes zuurstof in hun zwemblaas. Bij vissen van ondiep water komt de gassamenstelling overeen met die van de atmosferische lucht. Bij sommige soorten is de zwemblaas gevuld met olie.

## Overeenkomsten met longen en evolutie
Gasblazen en longen zijn homologe organen. Ze ontstaan in de embryologie beide uit uitstulpingen van de darm. Vissen die eerst lucht in darmzakken inslikten om onder zuurstofarme omstandigheden zuurstof uit de lucht op te nemen hebben zich in twee richtingen ontwikkeld. De moderne vissen hebben een hoog gespecialiseerde zwemblaas ontwikkeld en bij de latere landdieren hebben de primitieve zakken zich tot longen ontwikkeld.

## Referentie
- Carl E. Bond, Biology of Fishes, 2nd ed., Saunders, 1996, p. 283-290.